# Primaciální palác
Primaciální palác (slovensky Primaciálny palác) je klasicistní budova na Primaciálním náměstí v Bratislavě, vybudovaná jako sídlo ostřihomského arcibiskupa.

## Odkazy

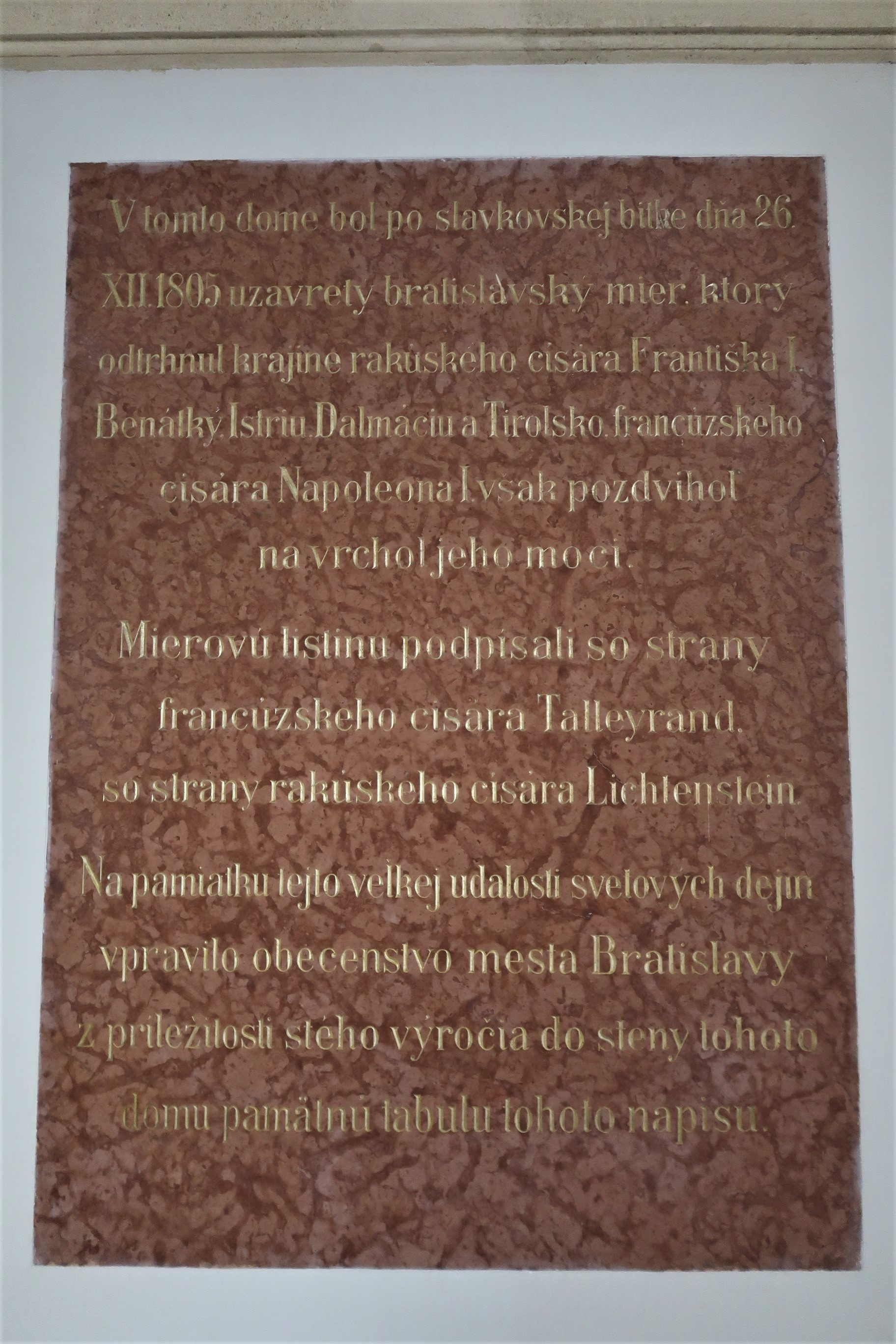
Pamětní deska k uzavření Prešpurského míru (1805) osazená v průjezdu paláce

## Historie
Město Prešporok, které bylo jádrem dnešní Bratislavy, bylo i skutečným sídlem ostřihomského arcibiskupa, protože jeho historická rezidence v Ostřihomi byla od roku 1543 v rukou osmanského paši. Dům, který v centru města na malém náměstí za radnicí vlastnil, stál zřejmě původně na ruinách antické stavby. V 50. letech 15. století byl přestavěn v gotickém slohu, další velká úprava pak proběhla ve 30. letech 18. století. Ani přes tyto úpravy již koncem 18. století nevyhovoval požadavkům kladeným na arcibiskupskou rezidenci, proto se arcibiskup József Batthyány rozhodl starý objekt zbourat a postavit nový palác, a to podle projektu architekta rakouského původu Melchiora Hefeleho; stavba byla dokončena v roce 1781.
Po smrti císařovny Marie Terezie její syn císař Josef II. přenesl centrální úřady do Budína a arcibiskupství se přestěhovalo zpět do Ostřihomi. Uherští primasové si objekt ponechali, ale zdržovali se zde jen sporadicky. Palác sloužil k dočasnému ubytování králů a členů jejich rodiny, byly zde kancelářské prostory, škola, byty ap.
26. prosince 1805 v Zrcadlové síni paláce podepsali Jan I. z Lichtenštejna, Ignácz Gyulay a Charles-Maurice de Talleyrand Bratislavský mír mezi Francií a Rakouskem, kterým Rakousko kromě jiného pozbylo Tyroly a Dalmácii. V síni se konala také zahajovací zasedání Uherského sněmu, který sídlil v budově dnešní Univerzitní knihovny. V roce 1848 zde podepsal poslední korunovaný panovník Ferdinand V. tzv. Březnové zákony, jako např. zrušení poddanství.

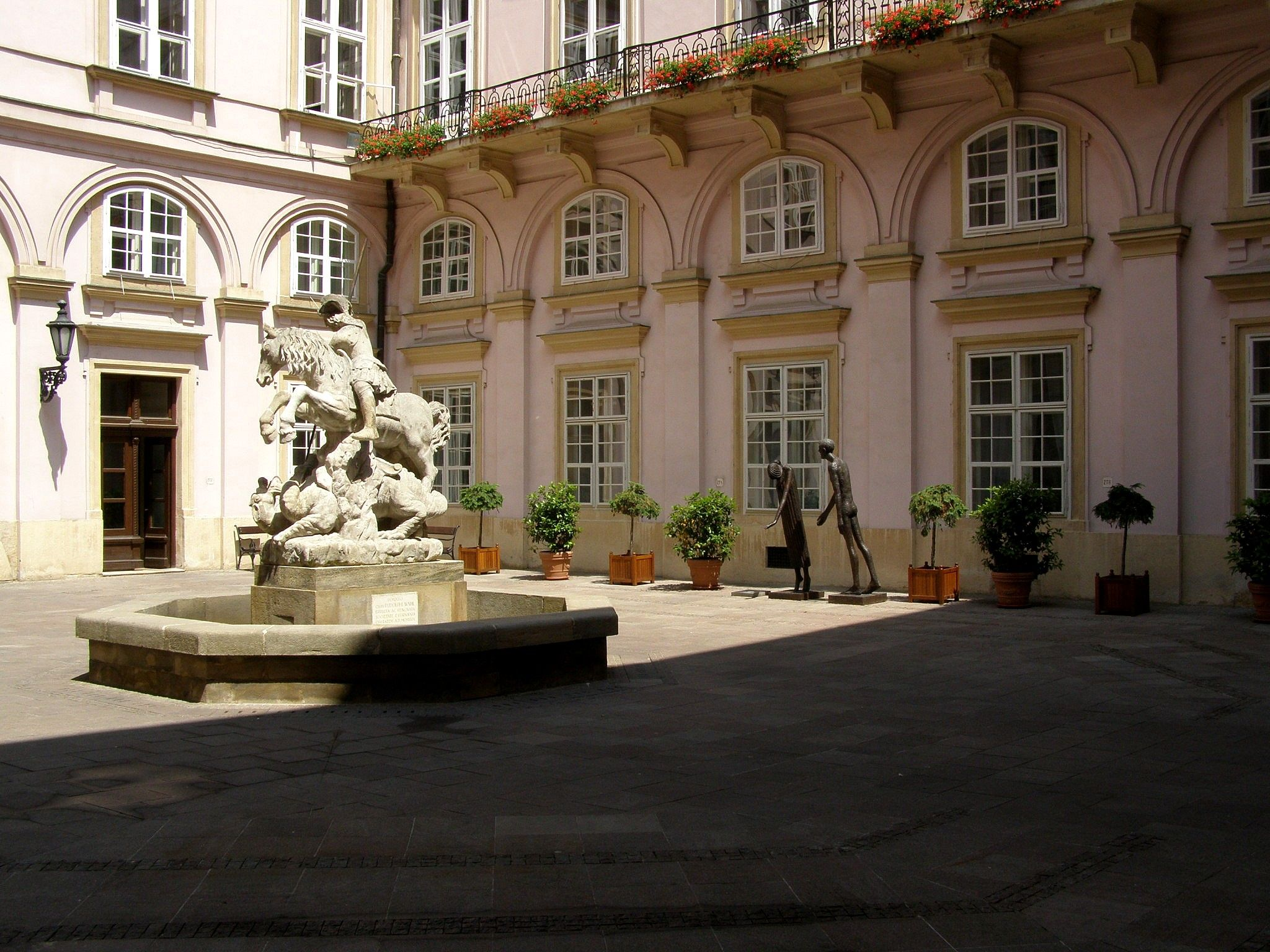
První nádvoří paláce

3. srpna 1903 budovu paláce za 120 000 zlatých koupilo město Bratislava a při jeho rekonstrukci byla v utajené a zapomenuté chodbě za tapetami jednoho ze salónů objevena unikátní a kompletní série šesti neznámých gobelínů, zobrazujících antický tragický příběh lásky Héró a Leandra. Vyrobeny byly kolem roku 1630 v anglickém Mortlake skupinou flanderských tkalců Philipa de Maechta podle návrhu Francise Clyna (pravděpodobně s účastí Rubense a van Dycka). Arcibiskupství se snažilo tyto objevené tapiserie nevyčíslitelné hodnoty od města získat, soud však rozhodl ve prospěch města. Dnes tvoří součást výstavy v reprezentačních prostorách paláce.
V následujícím desetiletí proběhla velkorysá a velmi citlivá rekonstrukce objektu pro potřeby radnice města. Tomuto účelu sloužila až do konce 40. let 20. století, kdy byla dostavěna budova nové radnice na místě bývalého Ormosdyho paláce na Primaciálním náměstí, v dalších desetiletích se reprezentační prostory paláce používaly jako expozice Galerie města Bratislavy. Zrcadlová síň však nadále až do konce 80. let sloužila jako zasedací síň tehdejšího Národního výboru města Bratislavy.
V současnosti je palác sídlem primátora hlavního města a v Zrcadlové síni zasedá městské zastupitelstvo, kromě toho se zde konají svatby či koncerty. Ostatní reprezentační síně paláce jsou veřejnosti přístupné bez omezení, zařízené jsou jako salóny kombinované s obrazárnou.

## Podoba paláce

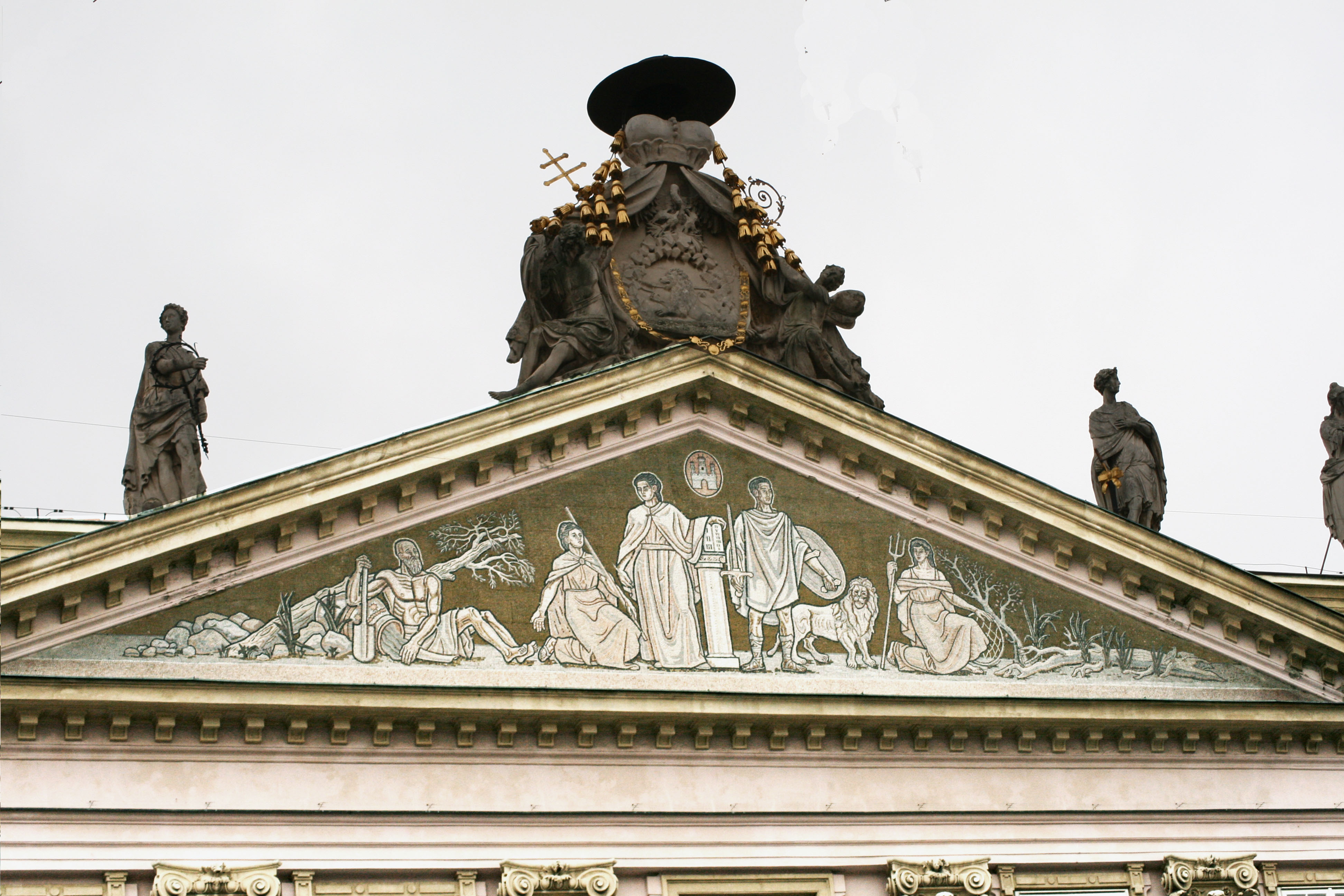
Tympanon s mozaikou od Ernesta Zmetáka a rodovým erbem kardinála Batthyányho od Matúše Köglera

Architektonická dispozice budovy je poměrně jednoduchá: reprezentační prostory jsou situovány na severní straně objektu, za mohutným klasicistickým průčelím, které nejenže je dominantou celé stavby, ale ovládá celé malé náměstí. Nad hlavní bránou je balkón nesený čtyřmi toskánskými sloupy, průčelí dominuje trojúhelníkový tympanon původně s freskou s námětem alegorie zachovávání božích přikázání od Franze Antona Maulbertsche; ta byla v době rekonstrukce paláce natolik zničená, že nebylo možno ji zachránit a letech 1956–1958 byla nahrazena barevnou kamennou mozaikou Ernesta Zmetáka. Na vyvrcholení tympanonu je umístěn mohutný kamenný rodový erb arcibiskupa Batthyanyho; na atice paláce jsou umístěny další plastiky.
Trojdílný vstup (vozová brána a dva postranní vchody pro pěší) vede do čtvercového nádvoří se sousoším sv. Jiří ze 17. století se slepými arkádami. V jihozápadním rohu nádvoří je portál s reliéfem Panny Marie s dítětem z červeného mramoru, patrně ze 16. století. Portál vede k předsíni, kterou se vchází do palácové kaple, která není zvenčí nijak patrná.
Kaple, zasvěcená sv. Ladislavovi, je postavená na místě kaple původní rezidence, a to během jediného roku (1780). Oválný prostor prostupuje všemi podlažími paláce a na všech je spojen s přilehlými místnostmi. Klenba nese nástěnnou malbu znázorňující zázrak sv. Ladislava; názor o autorství F.A. Maulbertsche je dnes zpochybňován. Obrazy na třech oltářích pocházejí od J. Zollingera (sv. Ladislav na hlavním oltáři), J. Meydingera (obraz andělů na levém bočním oltáři) a J. Kohla (obraz sv. Josefa na pravém bočním oltáři). Vyřezávané lavice pocházejí z 18. století. Kaple od konce 2. světové války nesloužila původnímu poslání, teprve od roku 1993 se stala opět místem bohoslužeb. K bohoslužbám ji využívají římskokatolíci, pravoslavní a starokatolíci. 

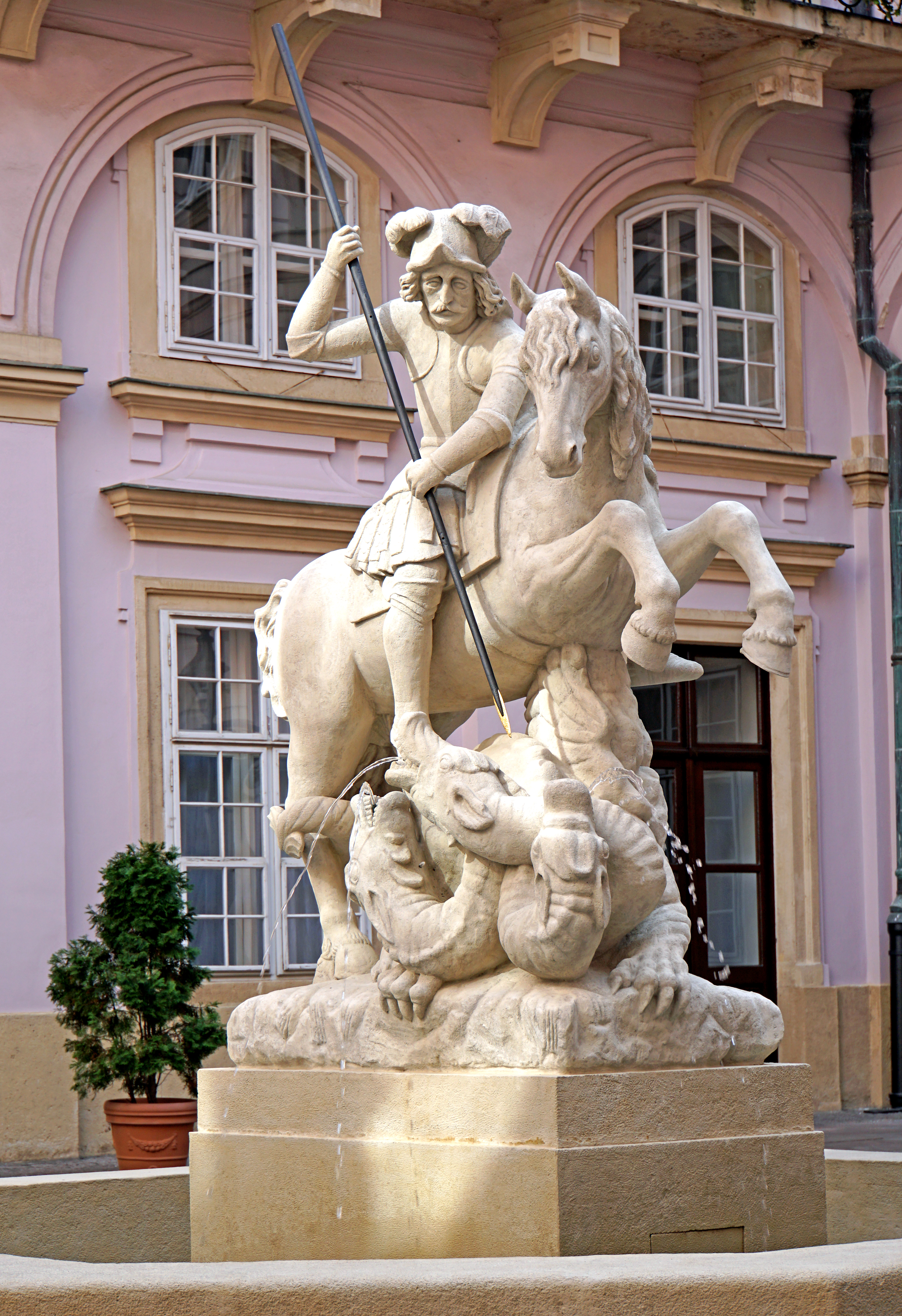
Kašna se sousoším sv. Jiřího

Ze vstupního vestibulu vycházejí vpravo i vlevo vstupní chodby. Levá chodba vede k hlavnímu schodišti, které tvoří slavnostní nástup k reprezentačním prostorám v prvním patře, tzv. piano nobile. Na východní straně je k nim připojena slavnostní tzv. Zrcadlová síň. Ta rovněž prostupuje svou výškou do prostoru nejvyššího podlaží, kde je vybudován balkón. Místnost je osvětlena jen čtyřmi dvojicemi oken; nedostatek přirozeného osvětlení je vyřešen zrcadly na stěnách místnosti na úrovni spodního podlaží, což z úzkého vysokého prostoru vytvořilo impozantní sál.
Ve vstupním salónu nad hlavním schodištěm jsou umístěny portréty uherských panovníků – Karel III., jeho dcera Marie Terezie (z roku 1742 od Daniela Schmidelyho), Josef II., Leopold II. a František I. – a stavebníka paláce, kardinála Jozefa Batthyanyho.

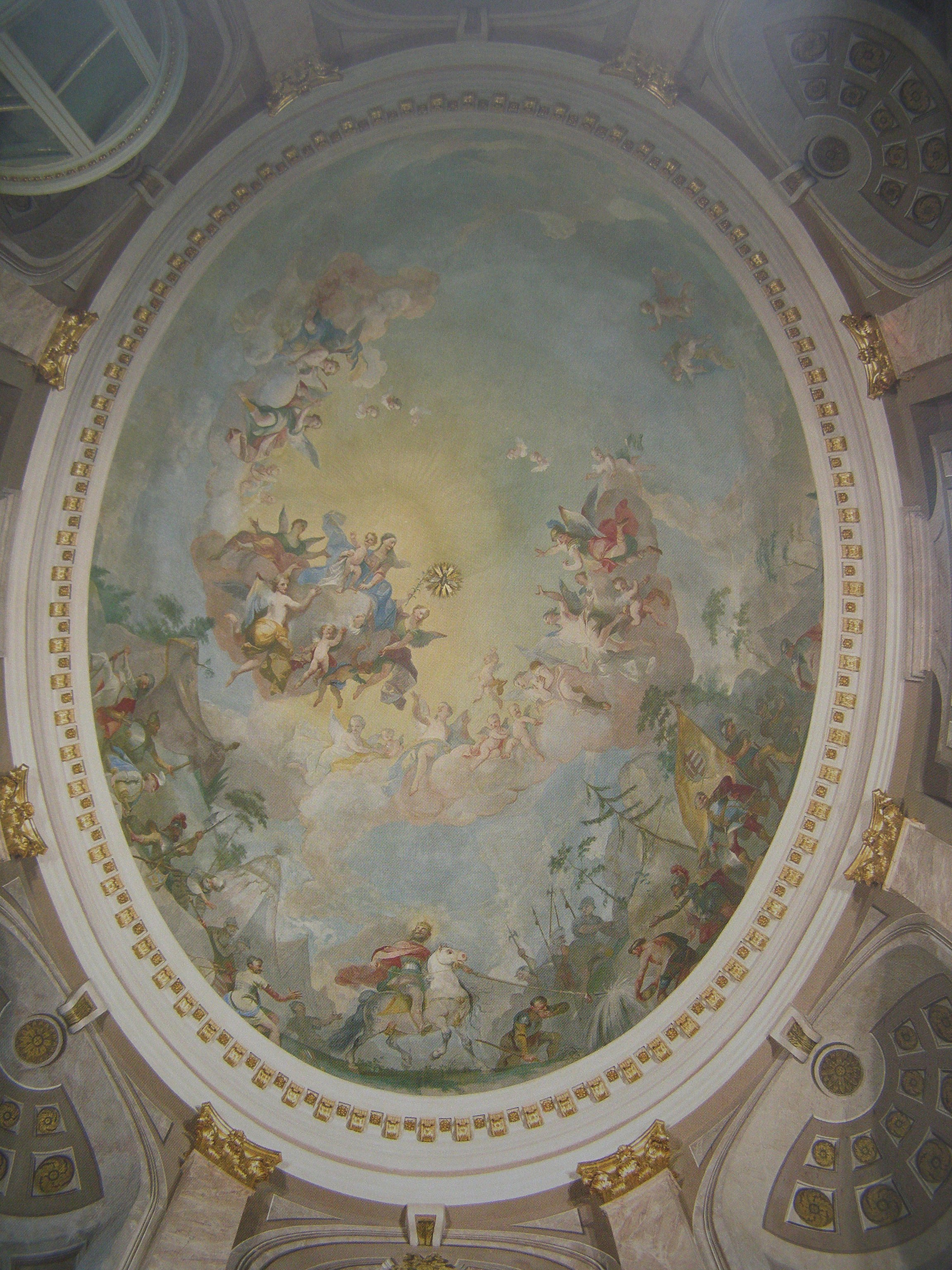
Freska na stropě kaple svatého Ladislava

Pět salónů piana nobile (zelený salón, hnědý salón, modrý salón, červený salón, zlatý salón), které jsou orientovány k severu, má dochované součásti původního dřevěného obložení stěn, hedvábné tapety jsou nové, barevně odpovídající původním. I zde jsou použita zrcadla k optickému zvětšení prostou – v průhledu na stěnách první a poslední místnosti. Ve všech těchto místnostech se dochovala původní keramická kachlová kamna. Kromě souboru šesti tapiserií s motivem příběhu lásky Héró a Leandra jsou zde umístěny obrazy většinou ze sbírek Městské galerie, podobně jako nábytek a další umělecké předměty.
Paralelně s reprezentačními prostorami se táhnou úzké průchozí místnosti, tapetované šedým hedvábím s hudebním motivem, na něž navazuje západní křídlo paláce s řadou malých místností, potažených sametem tmavě zelené barvy, kde je v současnosti expozice holandského malířství ze sbírek Městské galerie. Tyto místnosti byly zřejmě původně (ve srovnání s reprezentačními prostorami poměrně skromným) příbytkem arcibiskupa.
Prostory v nejvyšším podlaží paláce byly původně přístupné jen obyčejnými služebními schodišti. Jsou půdorysně řešeny podobně jako prostory v prvním patře, jsou však méně okázalé. Pravděpodobně jediným pozůstatkem původní rezidence je na dva kamenné sloupy zaklenutá místnost v jižním dvorním křídle paláce, která sloužila jako konírna.
Po přestavbách a modernizacích se nezachovala původní kuchyně. Patrně se nacházela v přízemí pod Zrcadlovou síní. Pod kuchyní se zachoval mohutný válcový prostor vyzděný z cihel (výška 3,5 m, průměr 5 m), zaklenutý půlkulatou kopulí, s největší pravděpodobností původní cisterna na užitkovou vodu.